# تسیگندورف
تسیگندورف (به آلمانی: Ziegendorf) یک شهر در آلمان است که در لودویگسلوست-پارشیم واقع شده‌است. تسیگندورف ۷۵۱ نفر جمعیت دارد.